# José Antonio Rueda
José Antonio Rueda, de son nom complet José Antonio Rueda Ruiz (né le 29 Octobre 2005) est un pilote de moto espagnol qui court actuellement pour Red Bull KTM Ajo dans la catégorie Moto3. Il a remporté le championnat du monde FIM JuniorGP et la Red Bull MotoGP Rookies Cup en 2022.

## Carrière

### 2018-2019: Début dans les championnats juniors européens
Il commence sa carrière dans l'European Talent Cup pour la saison 2018 au coté de Daniel Holgado et Julián Giral. Avec un total de 98 points et quatre podiums, il termine quatrième du championnat. Ses performances  ont convaincu son écurie de le prolonger pour une saison supplémentaire mais cette fois au coté de Diogo Moreira et Adrián Cruces. Bien que mois performant, il est plus régulier et termine de nouveau quatrième mais cette fois à six points de la deuxième place.

### 2020-2022: Championnat du monde junior de FIM CEV Moto3
Pour la saison 2020, il reste dans la meme écurie mais change de championnat pour passer au Championnat du monde junior de Moto3 au coté de Diogo Moreira et  Lorenzo Fellon. Cependant, la saison ne fut pas fructueuse pour Honda et il se voit donc jouer les top dix. Position qui lui vaut une treizième position au classement général, derrière ses deux coéquipier. La saison 2021 fut plus réussi, notamment avec son premier podiums à Barcelone. Puis plus tard dans la saison, d'une deuxième place à Aragon. Il termine la saison à la huitième place avec un total de  2 podiums et 70 points.
Il décide de rester dans la catégorie pour une troisième saison au coté de Ángel Piqueras et  Facundo Llambías. Il débute très bien la saison en décrochant la pole position de la première course à Estoril qui se conclue par une deuxième place à l'arivé. Il décroche sa première victoire de la saison lors de la deuxième course de Valence. Dès la manche suivant à Barcelone, il décroche la deuxième position au départ. Il convertie cette position en victoire lors de la course 1 après la pénalité de Collin Veijer. Il décroche une autre victoire lors de la deuxième course de Jerez. Avec un total de 238 points, 5 victoires et 5 poles position, il remporte le championnat devant  David Salvador.

### 2021-2025: Révélation en Moto3
Il fait ses début pour la dernière manche de la saison 2021 à Valence au sein du team Gresini. Cependant il abandonne la course. Il n'effectue qu'une seule participation lors de la saison 2022, pour le Grand Prix de France, mais ne score aucun point.
Sa saison 2022 lui à permis de décrocher un guidon pour la saison 2023 avec KTM chez Red Bull KTM Ajo, saison durant laquelle il termine régulièrement dans le top 10, lui valant une neuvième position au classement général. Il débute la saison 2024 avec un abandon au Qatar. Dès le Grand Prix suivant, il décroche la deuxième position. Suite à une appendicite, il ne peut pas participer au GP des Amériques. Il ne participe pas non plus au GP suivant. Il reprend pour le GP de France avec une huitième position. En catalogne, il reproduit son résultat de la saison précedante avec une 3e position. En Autriche, il franchit la ligne en 7e position derrière Adrian Fernandez. Le Grand Prix suivant, à Aragon, il décroche sa premère victoire et devient le 400e pilote à décrocher une victoire. Il décroche son dernier podium de la saison en Malaisie, avec une troisième place derrière Taiyo Furusato et David Alonso. Avec un total de 178 points, il termine septième au classememt général.
Il débute de la meilleure des facons la saison 2025, avec une victoire dès le premier GP en Thaïlande. Sur le continent américain, il décroche une troisième place du Grand Prix d'Argnetine. Il continue sur sa lancée avec la victoire du Grand Prix des Amériques. Cependant, il ne parvient pas e terminer le Grand Prix du Qatar, ce qui lui fait perdre la tête du championnat. Il reprend le dessus sur Piqueras avec une pole position convertie en victoire le lors du Grand Prix d'Espagne. Lors du Grand Prix de France, il profite de la sortie de piste de Joel Kelso suite à un contact avec David Munoz pour décrocher la victoire dans le dernier virage.

## Statistiques en Carrière

### Talent Cup Europe
Les courses en Gras indiquent une pole position, celles en italique indiquent un meilleur tour.
| Saison | Moto  | 1       | 2      | 3        | 4       | 5     | 6      | 7      | 8      | 9        | 10      | 11    | Pts | Pos |
| ------ | ----- | ------- | ------ | -------- | ------- | ----- | ------ | ------ | ------ | -------- | ------- | ----- | --- | --- |
| 2018   | Honda | EST1 17 | EST2 8 | VAL1 Ret | VAL2 13 | CAT 3 | ARA1 1 | ARA2 6 | JER1 3 | JER2 Ret | ALB Ret | VAL 2 | 4e  | 98  |
| 2019   | Honda | EST     | EST 7  | VAL 8    | VAL 6   | CAT 5 | ARA 11 | ARA 2  | JER 4  | JER 5    | ALB 1   | VAL 6 | 4e  | 122 |

### Championnat du monde Junior FIM CEV Moto3

#### Courses par saison
Les courses en Gras indiquent une pole position, celles en italique indiquent un meilleur tour.
| Saison | Moto  | 1      | 2       | 3       | 4       | 5       | 6       | 7       | 8        | 9        | 10      | 11       | 12      | Pos | Pts |
| ------ | ----- | ------ | ------- | ------- | ------- | ------- | ------- | ------- | -------- | -------- | ------- | -------- | ------- | --- | --- |
| 2020   | Honda | EST 22 | POR 22  | JER1 6  | JER2 12 | JER3 11 | ARA1 12 | ARA2 13 | ARA3 10  | VAL1 Ret | VAL2 11 | VAL3 7   |         | 13e | 46  |
| 2021   | Honda | EST 15 | VAL1 10 | VAL2 13 | CAT1 3  | CAT2 6  | POR 4   | ARA 2   | JER1 Ret | JER2 DNS | RSM 19  | VAL3 Ret | VAL4 15 | 8e  | 70  |
| 2022   | Honda | EST 2  | VAL1 4  | VAL2 1  | CAT1 1  | CAT2 1  | JER1 2  | JER1 1  | POR 1    | RSM 2    | ARA 3   | VAL3 4   | VAL4 5  | 1er | 238 |

### Red Bull MotoGP Rookies Cup
Les courses en Gras indiquent une pole position, celles en italique indiquent un meilleur tour.
| Saison | 1      | 2      | 3      | 4      | 5       | 6      | 7      | 8      | 9      | 10     | 11     | 12     | 13     | 14     | Pos | Pts |
| ------ | ------ | ------ | ------ | ------ | ------- | ------ | ------ | ------ | ------ | ------ | ------ | ------ | ------ | ------ | --- | --- |
| 2022   | POR1 1 | POR2 2 | SPA1 1 | SPA2 3 | MUG1 11 | MUG2 6 | GER1 1 | GER2 4 | RBR1 2 | RBR2 4 | ARA1 2 | ARA1 6 | VAL1 4 | VAL2 7 | 1st | 221 |

### Grand Prix moto

#### Par saison
| Saison | Cat.  | Moto  | Ecurie                               | Course | Vic. | Podium | Pole | M/Tours | Pts  | Position |
| ------ | ----- | ----- | ------------------------------------ | ------ | ---- | ------ | ---- | ------- | ---- | -------- |
| 2021   | Moto3 | Honda | Indonesian Racing Team Gresini Moto3 | 1      | 0    | 0      | 0    | 0       | 0    | NC       |
| 2022   | Moto3 | Honda | Rivacold Snipers Team                | 1      | 0    | 0      | 0    | 0       | 0    | 38e      |
| 2023   | Moto3 | KTM   | Red Bull KTM Ajo                     | 20     | 0    | 1      | 0    | 0       | 121  | 9e       |
| 2024   | Moto3 | KTM   | Red Bull KTM Ajo                     | 18     | 1    | 4      | 1    | 2       | 157  | 7e       |
| 2025   | Moto3 | KTM   | Red Bull KTM Ajo                     | 6      | 4    | 5      | 1    | 1       | 116* | 1er*     |
| Total  | Total | Total | Total                                | 46     | 5    | 10     | 2    | 3       | 394  |          |

#### Par catégorie
| Cat.  | Saison       | 1er GP       | 1er Pod        | 1ère Vic.    | Courses | Vic. | Podium | Pole | M/Tours | Pts | Position |
| ----- | ------------ | ------------ | -------------- | ------------ | ------- | ---- | ------ | ---- | ------- | --- | -------- |
| Moto3 | 2021–present | Valence 2021 | Catalogne 2023 | Aragón 2024  | 46      | 5    | 10     | 2    | 3       | 394 | 0        |
| Total | 2021–present | 2021–present | 2021–present   | 2021–present | 46      | 5    | 10     | 2    | 3       | 394 | 0        |

#### Courses par saison
Les courses en Gras indiquent une pole position, celles en italique indiquent un meilleur tour.
| Saison | Cat.  | Moto  | 1       | 2      | 3       | 4       | 5     | 6      | 7      | 8     | 9       | 10     | 11    | 12    | 13      | 14     | 15     | 16     | 17     | 18      | 19     | 20    | 21  | 22  | Pos  | Pts  |
| ------ | ----- | ----- | ------- | ------ | ------- | ------- | ----- | ------ | ------ | ----- | ------- | ------ | ----- | ----- | ------- | ------ | ------ | ------ | ------ | ------- | ------ | ----- | --- | --- | ---- | ---- |
| 2021   | Moto3 | Honda | QAT     | DOH    | POR     | SPA     | FRA   | ITA    | CAT    | GER   | NED     | STY    | AUT   | GBR   | ARA     | RSM    | AME    | EMI    | ALR    | VAL Ret |        |       |     |     | NC   | 0    |
| 2022   | Moto3 | Honda | QAT     | INA    | ARG     | AME     | POR   | SPA    | FRA 21 | ITA   | CAT     | GER    | NED   | GBR   | AUT     | RSM    | ARA    | JPN    | THA    | AUS     | MAL    | VAL   |     |     | 38e  | 0    |
| 2023   | Moto3 | KTM   | POR 4   | ARG 23 | AME 10  | SPA 5   | FRA 9 | ITA 14 | GER 13 | NED 6 | GBR 8   | AUT 11 | CAT 3 | RSM 9 | IND 10  | JPN 10 | INA 5  | AUS 18 | THA 16 | MAL Ret | QAT 16 | VAL 6 |     |     | 9e   | 121  |
| 2024   | Moto3 | KTM   | QAT Ret | POR 2  | AME DNS | SPA WD  | FRA 8 | CAT 3  | ITA 15 | NED 4 | GER Ret | GBR 9  | AUT 7 | ARA 1 | RSM Ret | EMI 10 | INA 11 | JPN 5  | AUS 9  | THA 16  | MAL 3  | SLD 4 |     |     | 7e   | 157  |
| 2025   | Moto3 | KTM   | THA 1   | ARG 3  | AME 1   | QAT Ret | ESP 1 | FRA 1  | GBR    | ARA   | ITA     | P-B    | ALL   | CZE   | AUT     | HON    | CAT    | RSM    | JPN    | INA     | AUS    | MAL   | POR | VAL | 1er* | 116* |

*Saison en cours